# Strengberge
Als Strengberge bezeichnet man landläufig die Hügellandschaft um den Ort Strengberg in Niederösterreich.
Obwohl der Begriff kein Toponym darstellt, hat er sich besonders unter Autofahrern etabliert, da die frühere Bundesstraße B1 über die Hügellandschaft führt.
Geomorphologisch handelt es sich um eine ausgedehnte Platte aus Sandstein der Vorlandmolasse mit darauf lagernden Schotterterrassen am Südufer der Donau zwischen St. Valentin und Amstetten, die die Donau um etwa 150 Meter überragt. Der namensgebende Ort Strengberg liegt langgestreckt auf einer dieser Terrassen.